# Хушенгинське сільське поселення
Ху́шенгинське сільське поселення (рос. Хушенгинское сельское поселение) — сільське поселення у складі Хілоцького району Забайкальського краю Росії.
Адміністративний центр — село Хушенга.

## Населення
Населення сільського поселення становить 1706 осіб (2019; 1936 у 2010, 2031 у 2002).

## Склад
До складу сільського поселення входять:
| Населений пункт | Населення, осіб (2002) | Населення, осіб (2010) |
| --------------- | ---------------------- | ---------------------- |
| Алентуйка, село | 173                    | 166                    |
| Хушенга, село   | 1858                   | 1770                   |